# Raïon de Priaja
Le raïon de Priaja (russe : Пряжинский райо́н, carélien:Priäžän piiri) est l'un des seize raïons de la république de Carélie en Russie.

## Description
Le raïon de Priaja est bordé au nord par le raïon de Kontupohja, à l'est par le raïon des rives de l'Onega, au sud par l'oblast de Léningrad et le raïon d'Aunus, au sud-ouest par le raïon de Pitkäranta et au nord-ouest par le raïon de Suojärvi.
La superficie du raïon est de 6 389 km2.
Son centre administratif est Priaja.

## Politique et administration

### Statut
Le raïon est un des seize raïons de la république de Carélie, dans le district fédéral du Nord-Ouest. Son statut est un raïon municipal, et il comporte ainsi plusieurs municipalités à l'intérieur de lui,.

### Tendances politiques
| Scrutin             | 1er tour | 1er tour | 1er tour | 1er tour | 1er tour | 1er tour | 1er tour | 1er tour | 1er tour | 1er tour | 1er tour | 1er tour | 2d tour                  | 2d tour                  | 2d tour                  | 2d tour                  | 2d tour                  | 2d tour                  | 2d tour                  | 2d tour                  |
| Scrutin             | 1er      | 1er      | %        | 2e       | 2e       | %        | 3e       | 3e       | %        | 4e       | 4e       | %        | 1er                      | %                        | 2e                       | %                        | 3e                       | %                        | 4e                       | %                        |
| ------------------- | -------- | -------- | -------- | -------- | -------- | -------- | -------- | -------- | -------- | -------- | -------- | -------- | ------------------------ | ------------------------ | ------------------------ | ------------------------ | ------------------------ | ------------------------ | ------------------------ | ------------------------ |
| Présidentielle 2012 |          | ER       | 61,20    |          | KPRF     | 12,17    |          | SE       | 10,21    |          | LDPR     | 8,84     | Victoire au premier tour | Victoire au premier tour | Victoire au premier tour | Victoire au premier tour | Victoire au premier tour | Victoire au premier tour | Victoire au premier tour | Victoire au premier tour |
| Gouvernorale 2017   |          | ER       | 67,68    |          | SRZP     | 14,69    |          | KPRF     | 9,02     |          | LDPR     | 5,31     | Victoire au premier tour | Victoire au premier tour | Victoire au premier tour | Victoire au premier tour | Victoire au premier tour | Victoire au premier tour | Victoire au premier tour | Victoire au premier tour |
| Présidentielle 2018 |          | ER       | 75,85    |          | KPRF     | 10,00    |          | LDPR     | 8,43     |          | GRANI    | 1,46     | Victoire au premier tour | Victoire au premier tour | Victoire au premier tour | Victoire au premier tour | Victoire au premier tour | Victoire au premier tour | Victoire au premier tour | Victoire au premier tour |

## Démographie
Recensements (*) ou estimations de la population
| 1989*  | 2002*  | 2009   | 2010   |
| ------ | ------ | ------ | ------ |
| 22 880 | 18 224 | 16 896 | 14 664 |

| 2011   | 2013   | 2015   | 2017   |
| ------ | ------ | ------ | ------ |
| 14 631 | 14 727 | 14 501 | 14 343 |

| 2019   | 2021   | - | - |
| ------ | ------ | - | - |
| 14 164 | 14 049 | - | - |